# Ahten
Ahten (furlansko Atimis, italijansko Attimis, nemško Attems) je občina v Videmski pokrajini v italijanski deželi Furlaniji - Julijski krajini, ki se nahaja okoli 75 km severozahodno od Trsta in okoli 10 km severovzhodno od Vidma. Občina, ki se razteza na 33,2 km2, je imela 1,743 prebivalcev po podatkih na dan 30. aprila 2017.
Občina Ahten meji na naslednje občine: Fojda, Neme, Poulét, Tipana.

## Etnična sestava prebivalstva
Po popisu prebivalstva iz leta 1971 se je 20 % prebivalcev v občini Ahten opredelilo za Slovence. Lokalne različice slovenščine, narečje terskih dolin govorijo predvsem v zaselkih Malina (Forame/Foran), Subid (Subit/Subît) in Porčinj (Porzus/Purçûs), pogosto ob furlanščini.

## Naselja v občini

### Rekluž
Zaselek Rekluž se nahaja na nadmorski višini 190 m, ima okoli 500 prebivalcev in je sestavljen iz glavnega naseljenega središča in dveh ločenih vasi: "Partistagno (Borgo Faris)" in "Poljana" (Poiana) ("Zgornja") in Spodnja). V vasi Rekluž (Racchiuso) je posebej zanimiv je starodavni zvonik v cerkvi Sv. Silvestra s fresko, ki jo je poslikal Gian Paolo Thanner iz leta 1518. V dolini, ki je oddaljena 1 km severozahodno, dominira pred kratkim obnovljen grad Partištajn. Zanimiv je tudi samostan klaris v Partištajnu.
Zaselek Rekluž se nahaja ob deželni cesti SR356 in je zadnja vas v občini Ahten pred prihodom v Fojdo; prek ulice Subida je povezan tudi z bližnjim Svetom Lenardom (italijansko Bellazoia), ki je oddaljen 3 km.

### Subid
Naselje Subid (italijansko Subit), ki se nahaja na višini 727 metrov nadmorske višine na pobočjih gore Nagrad, na najjužnejših delih Julijskih predalp, in ponuja čudovit razgled na večino Furlanske nižine, v jasnih dneh tudi do morja. Naselje je približno 9 kilometrov oddaljeno od glavnega mesteca Ahten in 10 kilometrov od italijansko-slovenske meje.
Nastanek naselja je verjetno mogoče postaviti med 7. in 8. stoletjem, ko so se slovanski predniki Slovencev začeli naseljevati na območjih Terskih in Nadiških dolin. Druga svetovna vojna se je globoko in večkrat dotaknila naselja Subid, ki je bilo eno od najbolj aktivnih območij italijanskih partizanov. Nemci so naselje požgali dvakrat, in sicer 29. julija 1944 in 29. septembra 1944, ko so požjgali več kot 70 hiš in razstrelili cerkev.
Subid je tako kot vsi kraji v gorskih območjih doživel drastično izseljevanje, tako da je število prebivalcev drastično upadlo. Naselje je leta 1901 štelo 577 prebivalcec, največ 700 prebivalcev leta 1930, 550 leta 1944, 210 leta 1974, danes pa kraj šteje le še okoli 50 stalnih prebivalcev. Naselje je bilo močno poškodovano v potresu leta 1976 in umrla sta dva prebivalca.
Prebivalci Subida govorijo „subiško“ narečje slovenščine ali “po našen”, kakor sami pravijo.

### Malina
Naselje Malina (italijansko Forame) leži na 353 m nadmorske višine in je raztreseno po dolini ob strugi potoka Malina. Ime verjetno izvira iz slovanske besede za gozdni sadež, čeprav so tudi druge interpretacije, npr. po keltski besedi za potok. Vendar je mogoče dati prednost prvi razlagi, saj ima kar nekaj zaselkov toponimski izvor v slovanskem jeziku. Najbližje centru občine je zaselek Gravis, ki je priključen Ahtenu. Drugi pa so: Pod Klànac = Borgo Ponte, Falùnjišce = Pradaroncs, Minins, Bastian = Degano, Batudicji = Matteus, Cerman, Malina = Molinars, Njìvca = Mattielig, Repi = Rieppi, Tistran = Salandri, Skovertan = Scovertz, Čelo = Pecol di sotto, Ta za čelam = Pecol di sopra, Miškorcju = Bombardier.

## Kultura in znamenitosti
- Grad Gornji in Spodnji Ahten (Attems)
- Grad Partištajn (Partistagno)
- Cerkev Sv. Janeza Krstnika in Lucije v Porčinju
- Cerkev apostola Sv. Andreja v Ahtenu